# پرواز ۳۵۱ ژاپن ایرلاینز
پرواز ۳۵۱ ژاپن ایرلاینز در ۳۱ مارس ۱۹۷۰ هنگامی که از توکیو به سمت فوکوئوکا در حال پرواز بود توسط نه عضو از اتحادیهٔ کمونیست‌ها، فرقهٔ ارتش سرخ (سلف ارتش سرخ ژاپن) ربوده شد. از این واقعه در زبان ژاپنی با عنوان هواپیماربایی یودوگو یاد می‌شود.

## ربایش
هواپیماربایان مجهز به شمشیرهای سامورایی و بمب لوله‌ای ۱۲۹ نفر شامل ۱۲۲ مسافر و ۷ خدمه را به گروگان گرفتند. بعدتر، آنها را در فرودگاه فوکوئوکا و فرودگاه گیمپو سئول، (پس از تلاشی ناموفق برای جا زدن خود به عنوان افرادی از کرهٔ شمالی) آزاد کردند. سپس به همراه وزیر حمل و نقل ژاپن به عنوان گروگان به فرودگاه میریم پیونگ‌یانگ رفتند و خود را تسلیم مقامات کرهٔ شمالی کردند، جایی که به آنها پیشنهاد پناهندگی شد. هدف آنها از این کار پیوستن به جبههٔ کرهٔ شمالی بود. آنها با استفاده از کرهٔ شمالی به عنوان پایگاه خود می‌خواستند باعث تقویت شورشیان پر کرهٔ جنوبی و مناطق دیگر شرق آسیا باشند.

## وقایع بعدی
تاکایا شیومی که خود در این عملیات شرکت نداشت مغز متفکر این هواپیماربایی محسوب می‌شود. شیومی بازداشت و محاکمه شد و حدود ۲۰ سال را در ژاپن در زندان گذراند. پس از آزاد شدن در سال ۱۹۸۹، در حالی که وضعیت سلامت مساعدی نداشت با دستمزدی کم در پارکینگی طبقاتی در کیوسه مشغول به کار شد و تا سال ۲۰۰۸ بر سر این کار بود . به گفتهٔ او ابتدا مقصد هواپیماربایان کوبا بوده است . او در اوکیناوا به جنبش ضد پایگاه‌های نظامی امریکایی و کمپین ضدهسته‌ای پیوست، و نیز چندین کتاب دربارهٔ فراکسیون ارتش سرخ نوشت. او در ۱۴ نوامبر ۲۰۱۷ در اثر نارسایی قلبی در بیمارستانی در توکیو مرد.
سردستهٔ گروه، تاکامارو تامیا در سال ۱۹۹۵ و عضو دیگر گروه یوشیدا کینتارو پیش از ۱۹۸۵ مردند. تاکشی اوکاموتو و همسرش کیمیکو فوکودومه محتملاً هنگامی که قصد فرار از کرهٔ شمالی را داشتند کشته شدند.

## مسافران سرشناس
اسقف اعظم و کاردینال آیندهٔ کلیسای کاتولیک استفان فومیو هامائو یکی از مسافران این پرواز بود. خوانندهٔ پاپ ژاپنی میتا آکیرا و نیز شیگاکی هینوهارا نیز از مسافران این پرواز بودند. هینوهارا پزشکی با یکی از طولانی‌ترین طول مدت‌های خدمت در جهان بود.